# Antoine Berman
Antoine Berman (Argenton-sur-Creuse, 24 de junio de 1942 — 22 de noviembre de 1991) fue un filósofo, crítico y teórico francés de la traducción, traductor de alemán y español. Se le considera una figura importante en la traductología moderna.

## Datos biográficos
Nacido en 1942, Antoine Berman estudió en el Lycée Montmorency y en la Sorbona. Fue traductor del español y del alemán al francés. Fue director del Centre Jacques-Amyot, pero no llegó a ser catedrático. Desde la fundación del Colegio Internacional de Filosofía en 1984 dirigió un programa de investigación. Berman falleció enfermo a los 49 años, y escribió mucho en su lecho de muerte. 
Con sus artículos y una sola obra, L’Épreuve de l'étranger. Culture et traduction dans l'Allemagne romantique: Herder, Goethe, Schlegel, Novalis, Humboldt, Schleiermacher, Hölderlin. (Gallimard, 1984), alcanzó la estatura internacional de “referente”, que se vio resaltada por la publicación póstuma de Pour une critique des traductions : John Donne (Gallimard, 1995). Se le han consagrado numerosas tesis, relativas a su concepción de la traducción como “trabajo sobre la letra”, a la “crítica de las traducciones” (en vez de “teoría de la traducción”) y al “giro ético” que le ha impuesto a la traductología. La crítica de la traducción según Berman, no se trata de criticar qué bien o mal traducido está un texto con un espíritu convencional, ni de ponerse puntilloso en exceso con los detalles, sino en qué medida ese texto traducido se ajusta a un proyecto de traducción, a una intencionalidad última respecto de quiénes lo van a leer y qué efecto tendrá en el largo plazo: formular un proyecto de traducción, ceñirse a él, y al final realizar una autocrítica sobre los puntos débiles del resultado.
El respeto a la letra fue una postura muy fuerte de Berman, en sus inicios (1984), frente a toda una tradición de siglos, de “destrozar” los originales y vivirlos transformando en traducciones sumamente infieles. Con el tiempo, no obstante, hay un cambio en Berman. “El traductor tiene todos los derechos, siempre que juegue limpio”: así reflexiona Berman respecto de la fidelidad o no a la letra, al final de su vida realiza una autocrítica; con lo cual deja planteada la tensión a la que se enfrenta el traductor, entre ser fiel a la letra o realizar una adaptación. 
Según Berman, la traducción tiene un gran potencial creativo y, en cuanto reproducción-copia, deformación o traición de la Alteridad, puede convertirse en el lugar de acogida del Extranjero como tal, y lograr así esa finalidad moral que gusta llamar “hospitalidad”, con Ricoeur y Derrida. Las lógicas de anexión y de apropiación de los “otros espacios de la lengua” que han caracterizado a Occidente, no han tenido este objetivo; Berman, como teórico, le ha encomendado a la traducción la tarea de minar la “lógica del Mismo”.

## Pensamiento
El concepto de traductología, mencionado por Jean-René Ladmiral en 1979, es defendido en Francia por Antoine Berman, estableciendo una diferencia y, a la vez, una complementariedad entre un enfoque lingüístico y un enfoque traductológico. Es importante destacar que, en los siglos XVIII y XIX, en Francia se practicaba la traducción poniendo en el centro la lengua y cultura francesas, y los románticos alemanes, por el contrario, planteaban un enfoque muy distinto. Berman estudia las teorías románticas alemanas, comparándolas con la visión clásica de la Bildung. Para él, las principales corrientes occidentales de la traducción moderna se han constituido a partir de las teorías de la traducción elaboradas en esa época. Los románticos se sirven de la traducción para afirmar y ampliar su lengua materna. Para los clásicos de la ‘’Bildung’’, se trata más bien de abrirse a lo extranjero, aunque se corra el riesgo de desequilibrar la relación con la lengua materna. Berman no entiende la traducción literaria como una actividad hipertextual (por ejemplo: un texto que parafrasea, que explica metáforas difíciles de comprender, que añade información para tratar de hacer el texto más comprensible) en un sistema literario de acogida, sino como una forma de ‘’Bildung’’ a la que toda cultura se resiste (es decir: tratar de que el lector se acerque al texto original). Las dos visiones son opuestas en muchos aspectos, pero tienen un punto en común: ambas ven a la traducción como una experiencia cultural que afecta la lengua y la identidad alemanas, y esto, a partir de la traducción de la Biblia por Martín Lutero en el siglo XVI.
Acto generador de identidad, la traducción ha sido en Alemania, desde Martín Lutero hasta nuestros días, objeto de reflexiones cuyo equivalente será difícil de encontrar en otra cultura. La práctica traductiva se acompaña aquí de una reflexión, a veces puramente empírica o metodológica, a veces cultural y social, otras verdaderamente especulativa, sobre el sentido del acto de traducción, sobre las implicaciones lingüísticas, literarias, metafísicas, religiosas e históricas, sobre la relación entre lenguas, entre lo Mismo y lo Otro, entre lo propio y lo extranjero. La Biblia luterana es ella misma la afirmación de la lengua alemana frente al latín de Roma, y además, el habla popular (Lutero hablaba de “eindeutschen”, de “alemanizar” la Biblia, para acercarla a la mujer de la calle, al niño, etc.).

[...] et nous avons presque
perdu notre langage en pays étranger.
Hölderlin, Mnémosyne, esbozo.

 Esta frase, que en español se puede traducir como “…y casi hemos perdido nuestra lengua en el extranjero”, ha sido analizada desde el punto de vista psicoanalítico; el libro ha sido muy bien recibido por los psicoanalistas, por todo lo que implica “el peligro del amor por lo extranjero, que sólo el amor a la Patria puede conjurar”.
Al referirse a Hölderlin, el propio título de la obra de Berman L'épreuve de l'étranger revela una profunda interacción entre el dominio propiamente lingüístico (no en el sentido "sincrónico" propio del siglo XX, sino en el sentido "diacrónico" de la historia de las lenguas, es decir, de la filología alemana del siglo XIX, que retrocedía ante un siglo XX "mundializante") y una gran teoría de la traducción psíquica en el psicoanálisis, que comienza con Freud (carta 52/112 a Wilhelm Fliess). Pero en la historia, más precisamente en la historia de la literatura alemana, la referencia a Hölderlin abarca todo el capítulo relativo a "ciencia de la literatura" (Literaturwissenschaft) o "estudios germánicos" (Germanistik) de la recepción de las traducciones de Sófocles por Hölderlin en la literatura alemana de la "época de Goethe" (la Goethezeit): también comprende el capítulo en relación con la "literatura (alemana) aplicada al psicoanálisis (francés)", de la aplicación de una teoría sobre las psicosis del psicoanálisis francés, por entonces bajo la égida de Jacques Lacan, a una interpretación hermenéutica retroactiva del "otro" o "extranjero", es decir, el inconsciente en el psicoanálisis, por ejemplo, en el gran poeta y pensador Hölderlin  (Cf. Jean Laplanche, Hölderlin et la question du père, 1961).
Pasando entonces por Lutero, Herder, Goethe, Schlegel, Schleiermacher y Guillermo Humboldt, Berman analiza las diferentes teorías de la traducción y nos invita a pensar de nuevo todos estos conceptos a la luz de nuestra época, en que la tarea del traductor ha sido claramente evocada por Walter Benjamin: participar en la supervivencia de las obras, traduciendo y retraduciendo, para allanar el camino hacia los grandes textos de la tradición con la visión característica de cada época traductiva.
Berman define la tarea de la traducción en nuestra época en un momento en el que la traducción es considerada objeto de saber, teniendo como función abrir el camino hacia otras culturas, utilizando los recursos de cada lengua para articular y confrontar estos otros modos de saber y de experiencia: “La traducción se convierte en el siglo XX en preocupación del pensamiento mismo en su esfuerzo de relectura de la tradición occidental religiosa o filosófica [...] y de las ciencias humanas”.
La traducción se apoyaría entonces en un pensamiento analítico y una de sus tareas sería la de establecer los principios de una crítica productiva. Este proyecto está desarrollado en su libro póstumo Pour une critique des traductions: John Donne (1995).
Hay una única fidelidad de la que puede hacerse cargo el traductor: a su propio proyecto de traducción. Como dijo Eugenio Coseriu: debido a los propios límites racionales de la traducción.

## Influencia
Berman se ubica en la tradición de Friedrich Schleiermacher, de quien tradujo una conferencia (Sobre los diferentes métodos de traducir, Seuil, Points, 1999) y de Walter Benjamin respecto de su artículo La tarea del traductor. No obstante, como lo señala Santiago Kovadloff, Berman discrepa de la concepción benjaminiana de la traducción; su punto de vista entiende que es metafísica la visión del ensayista alemán en tanto traducir es aspirar o proponerse como objetivo la exaltación de esa "lengua pura" y universal que restablecería, si se la reencontrara, la pérdida unidad sobre cuya extinción nos habla el libro del Génesis. Metafísica es esa visión, porque consiste en buscar, más allá de la profusión de las lenguas empíricas, "el puro lenguaje" que toda lengua lleva ínsito en ella como su eco mesiánico. Un objetivo como ese —que nada tiene que ver con el objetivo ético— es metafísico en la medida en que, platónicamente, busca un más allá "verdadero" de las lenguas naturales. […] Es la traducción contra Babel, contra el reino de las diferencias, contra el dominio de lo empírico. A esta perspectiva trascendentalista de los fines últimos de la traducción opone Berman una valoración ética de dichos fines. Él nos habla de una "pulsión hacia la traducción" (pulsion traductrice) a la que concibe como fundamento psíquico del acto de traducir y a la que llama también "deseo de traducir" (désir de traduir). Sin esta "pulsión psíquica", sin este "deseo de traducir", la meta ética no sería más que un imperativo impotente. La mimesis consumada por la traducción (mimesis traduisante) es forzosamente pulsional. Pero, al mismo tiempo, rebasa la pulsión, porque no aspira ya a esta secreta destrucción/transformación de la lengua materna que esa pulsión busca al orientarse hacia un objetivo metafísico. En la superación que representa la meta ética se pone de manifiesto otro deseo: el de entablar una relación dialógica entre la lengua extranjera y la lengua propia.
La influencia de Berman se ha hecho sentir mayormente en el ámbito de la filosofía y el psicoanálisis; en el campo traductológico ha tenido más difusión entre los hispanohablantes, no así en el mundo anglosajón, donde tal vez el único teórico que lo menciona sea Lawrence Venuti. 
Se ha señalado que la industria editorial todavía no ha tomado nota de esta corriente; por lo tanto, está rezagada en la necesidad de traducciones realizadas con espíritu crítico y respeto al valor intelectual de sus productos.

## Las tendencias deformantes en traducción
Las doce tendencias deformantes en traducción mencionadas por Berman son:
- racionalización,
- clarificación,
- expansión,
- ennoblecimiento y popularización,
- empobrecimiento cualitativo,
- empobrecimiento cuantitativo,
- la destrucción de los ritmos,
- la destrucción de las redes subyacentes de significado,
- la destrucción de los modelos lingüísticos,
- la destrucción de redes vernáculas o su exotización,
- la destrucción de expresiones y frases,
- la eliminación de la superposición de lenguas.[9]

El teórico estadounidense Lawrence Venuti ha utilizado los conceptos de Berman para escribir una genealogía de la traducción en el contexto angloamericano para denunciar una estrategia "extranjerizante", que se suele ignorar en traducción.

## Obras
- L'épreuve de l'étranger. Culture et traduction dans l'Allemagne romantique: Herder, Goethe, Schlegel, Novalis, Humboldt, Schleiermacher, Hölderlin, Gallimard, Essais, 1984.
- Pour une critique des traductions : John Donne (obra póstuma), Gallimard, Bibliothèque des idées, 1995.[11]
- La traduction et la lettre ou l'auberge du lointain, Seuil, 1999.
- L'Age de la traduction. La tâche du traducteur de Walter Benjamin, un commentaire, Presses universitaires de Vincennes, 2008.